# Rhynchosia calosperma
Rhynchosia calosperma là một loài thực vật có hoa trong họ Đậu. Loài này được Warb. miêu tả khoa học đầu tiên.